# Squilla mantis
Squilla mantis is een bidsprinkhaankreeftensoort uit de familie Squillidae. De wetenschappelijke naam werd in 1758, als Cancer mantis, gepubliceerd door Carl Linnaeus in de tiende editie van Systema naturae. 

## Gedrag
Squilla mantis is een slimme rover die zich verbergt in het zand en slib of tussen rotsen.